# 复羽叶栾树
复羽叶栾树（学名：Koelreuteria bipinnata）为无患子科栾树属下的一个种。

## 扩展阅读
維基物種上的相關：复羽叶栾树